# Ritratto di Philip, Lord Wharton
Il dipinto raffigura un membro della corte di Carlo I Stuart, Lord Philip Wharton.